# Rytigynia pubescens
Rytigynia pubescens är en måreväxtart som beskrevs av Bernard Verdcourt. Rytigynia pubescens ingår i släktet Rytigynia och familjen måreväxter. Inga underarter finns listade i Catalogue of Life.